# Protogalaxia
En cosmología física, una protogalaxia, que también puede ser denominada "galaxia primitiva", es una nube de gas que se forma en una galaxia. Se cree que la tasa de formación estelar, durante este período de evolución galáctica, determinará si una galaxia es una espiral o una galaxia elíptica; una formación de estrella lenta tiende a producir una galaxia espiral. Los  grupos de gas más pequeños en una protogalaxia se forman como estrellas. El término protogalaxia principalmente fue usado en la teoría del Big Bang.